# Alphitobius diaperinus
Alphitobius diaperinus är en skalbaggsart som först beskrevs av Georg Wolfgang Franz Panzer 1797.  Alphitobius diaperinus ingår i släktet Alphitobius och familjen svartbaggar. Arten är reproducerande i Sverige. Inga underarter finns listade i Catalogue of Life.

## Bildgalleri

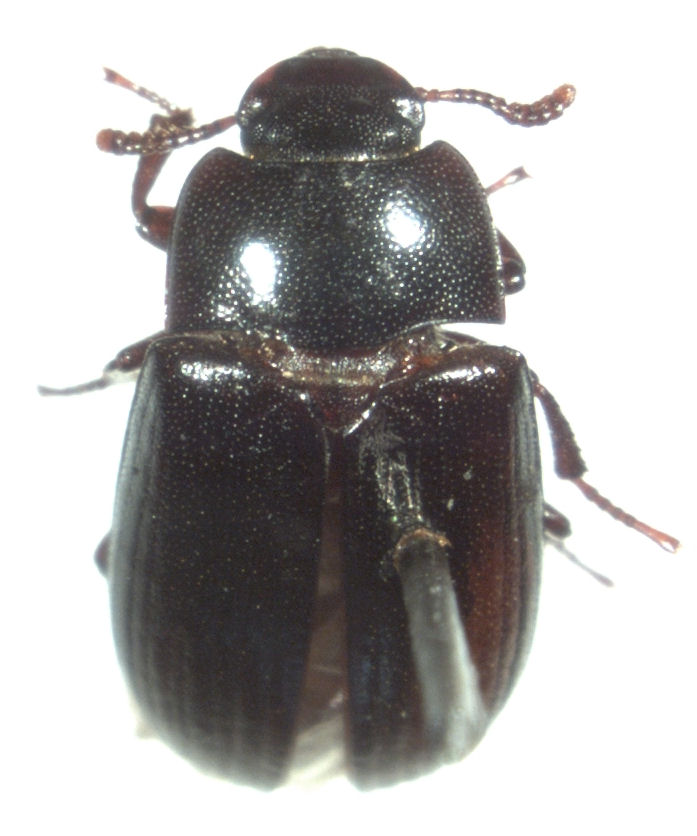
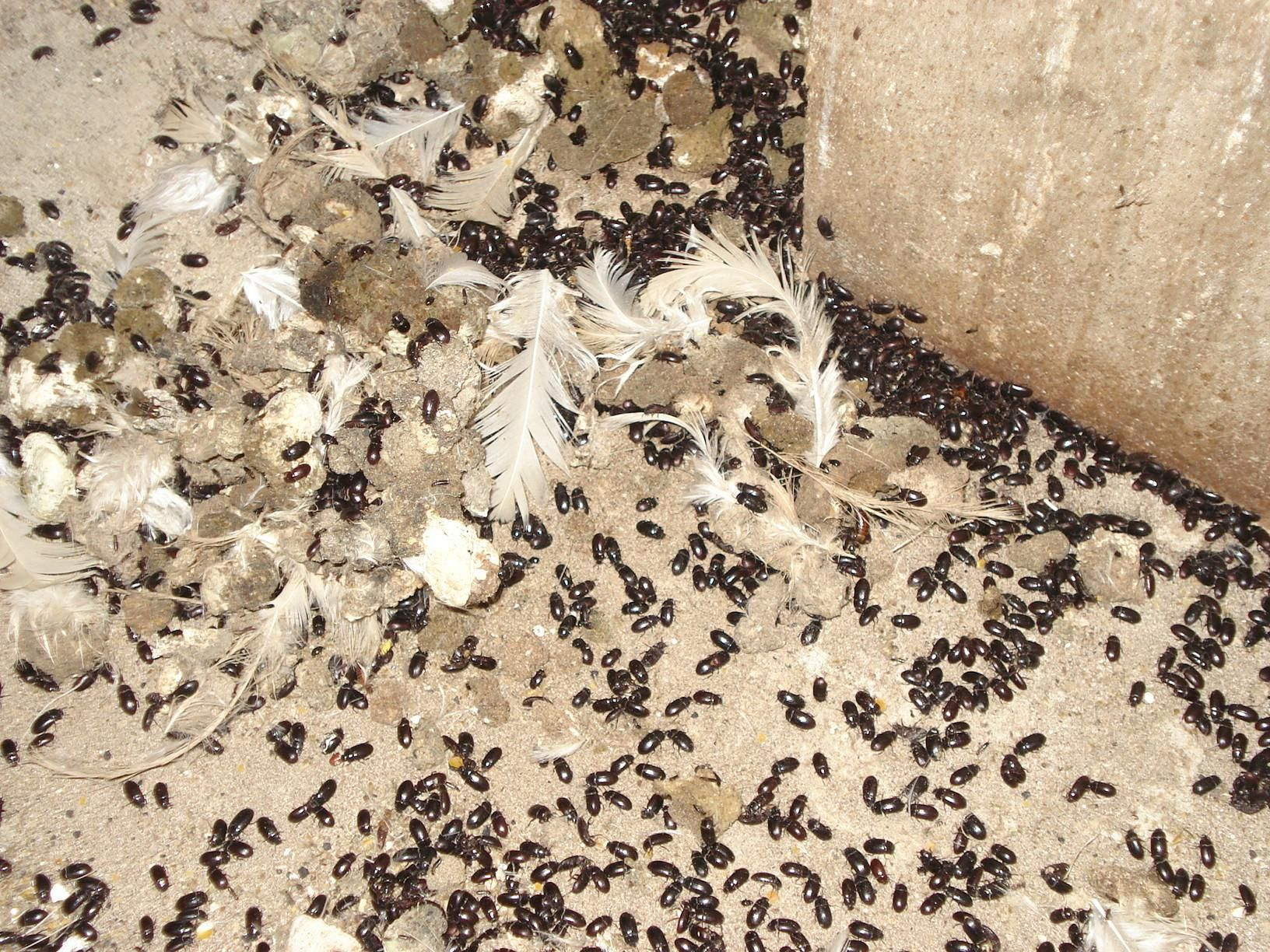
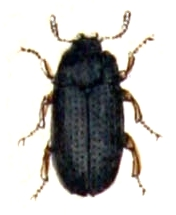